# Drosanthemum schoenlandianum
Drosanthemum schoenlandianum là một loài thực vật có hoa trong họ Phiên hạnh. Loài này được (Schltr.) L.Bolus mô tả khoa học đầu tiên năm 1930.